# Karl Zemanek
Karl Zemanek (* 18. November 1929 in Wien; † 24. Februar 2025 ebenda) war ein österreichischer Jurist. Er fungierte ab 1958 als außerordentlicher und von 1964 bis 1998 als ordentlicher Professor für Völkerrecht und Internationale Organisationen an der Universität Wien sowie von 1965 bis 1988 als Gastprofessor an der Diplomatischen Akademie Wien und an der österreichischen Landesverteidigungsakademie. Darüber hinaus vertrat er sein Heimatland mehrfach bei den Sitzungen der UN-Generalversammlung, bei den Generalkonferenzen der UNESCO sowie bei anderen internationalen Institutionen und Konferenzen. Schwerpunkte seines Wirkens waren das Recht völkerrechtlicher Verträge und internationaler Organisationen.

## Leben
Karl Zemanek wurde 1929 in Wien geboren und studierte Rechtswissenschaften an den Universitäten Wien, Oxford, Paris und Saarbrücken. Er promovierte 1952 in Wien und war von 1954 bis 1956 als Assistent an der Universität des Saarlandes tätig. Nach seiner Habilitation unter Alfred Verdross in Wien fungierte Karl Zemanek ab 1957 als Dozent sowie ab 1958 als außerordentlicher und ab 1964 als ordentlicher Professor für Völkerrecht und Internationale Organisationen an der Universität Wien. Darüber hinaus unterrichtete er von 1962 bis 1965 auch an der Österreichischen Militärakademie, von 1965 bis 1988 als Gastprofessor an der Diplomatischen Akademie Wien und an der österreichischen Landesverteidigungsakademie sowie mehrfach als Dozent an der Haager Akademie für Völkerrecht. 1998 wurde er emeritiert.
Neben seinem akademischen Wirken war Karl Zemanek auch diplomatisch tätig. Er wirkte von 1967 bis 2003 als Rechtsberater des österreichischen Außenministeriums und gehörte mehrfach den Delegationen seines Heimatlandes zu internationalen Organisationen und Konferenzen an. So vertrat er Österreich bei zwölf Sitzungen der Generalversammlung der Vereinten Nationen, zwischen 1978 und 1985 bei den Generalkonferenzen der UNESCO, zwischen 1962 und 1976 im Ausschuss für die friedliche Nutzung des Weltraums der Vereinten Nationen sowie in den Jahren 1968/1969 als Leiter der österreichischen Delegation bei den Verhandlungen zum Wiener Übereinkommen über das Recht der Verträge. Darüber hinaus fungierte er als Präsident der UN-Konferenzen, bei denen 1977/1978 die Wiener Konvention über die Staatennachfolge in völkerrechtliche Verträge und 1986 die Konvention über das Vertragsrecht der internationalen Organisationen ausgehandelt und beschlossen wurden. Ab 1977 war er Mitglied des Ständigen Schiedshofs in Den Haag. Am 24. Februar 2025 starb Zemanek im Alter von 95 Jahren.

## Auszeichnungen
Karl Zemanek wurde 1973 als assoziiertes Mitglied und 1981 als Vollmitglied in das Institut de Droit international aufgenommen, für das er von 1999 bis 2001 als Vizepräsident fungierte und ab 2014 emeritiertes Mitglied war; und gehörte außerdem ab 1989 der International Academy of Astronautics an. Er war ab 1971 Träger des Großen Ehrenzeichens und ab 1986 des Großen Goldenen Ehrenzeichens für Verdienste um die Republik Österreich. Darüber hinaus erhielt er 1962 den Silvesterorden in der Klasse Komtur und 1978 in der Klasse Komtur mit Stern sowie im gleichen Jahr das Großoffizierskreuz des Verdienstordens Pro Merito Melitensi.

## Werke (Auswahl)
- Das Vertragsrecht der internationalen Organisationen. Wien 1957.
- Die Schiffahrtsfreiheit auf der Donau und das künftige Regime der Rhein-Main-Donau-Grosschiffahrtsstrasse: Eine völkerrechtliche Untersuchung. Wien und New York 1976.
- Die Schweiz in einer sich wandelnden Welt. Zürich 1977.
- Haftungsformen im Völkerrecht. In: Schriftenreihe der Juristischen Gesellschaft e.V. Berlin. Heft 102, Berlin 1986.

## Weiterführende Veröffentlichungen
- Konrad Ginther (Hrsg.): Völkerrecht zwischen normativem Anspruch und politischer Realität: Festschrift für Karl Zemanek zum 65. Geburtstag. Duncker & Humblot, Berlin 1994, ISBN 3-42-808175-7